# Guitar Freaks
GuitarFreaks (ギターフリークス) é uma série de jogos eletrônicos produzida pela Konami. É um jogo de ritmo em que o jogador usa um controlador para simular uma guitarra elétrica. O repertório de músicas do jogo consiste nos gêneros rock, rock 'n' roll e J-pop. Considerado um dos jogos mais influentes de todos os tempos, por ser um dos pioneiro dos jogos de ritmo, influenciando demais jogos, tais como a série Guitar Hero.